# Sobralia caloglossa
Sobralia caloglossa är en orkidéart som beskrevs av Rudolf Schlechter. Sobralia caloglossa ingår i släktet Sobralia och familjen orkidéer.
Artens utbredningsområde är Bolivia. Inga underarter finns listade i Catalogue of Life.